# نبرد من
نبرد من (به آلمانی: Mein Kampf) کتابی است که توسط آدولف هیتلر نوشته شده است. این کتاب بیانگر اندیشه‌های سیاسی هیتلر و ناسیونال سوسیالیسم است. هیتلر در سال ۱۹۲۴ هنگامی که در قلعه لاندسبرگ زندانی بود بخش نخست کتاب را با دیکته کردن جملات به منشی خود رودلف هس به وجود آورد. بخش دوم، پایان همان سال پس از آزادی زودهنگام او از زندان نوشته شد. پس از به قدرت رسیدن حزب ناسیونال سوسیالیسم در آلمان و تشکیل «رایش سوم» این متن به کتاب مقدس حکومت نازی تبدیل شد و حزب در هر فرصتی، از جمله در مراسم ازدواج و اخذ مدرک دیپلم، آن را در میان مردم پخش می‌کرد و پیر و جوان را به خواندن آن فرا می‌خواند. در سال ۱۹۴۳، بیش از ۱۰ میلیون نسخه از این کتاب در آلمان پخش شد.
با قدرت گرفتن ناسیونال سوسیالیست‌ها در آلمان، فروش و توزیع کتاب نبرد من نیز رواج گرفت. از اواسط دهه ۱۹۳۰ کتاب هیتلر به خرج دولت به زوج‌های تازه ازدواج کرده هدیه می‌شد، فروش نسخه‌های دست دوم کتاب ممنوع بود و تدریس آن در مدرسه‌ها به عنوان جزئی از برنامهٔ تبلیغاتی حزب ناسیونال سوسیالیست از همین دوران آغاز شد. از این کتاب تا پایان جنگ دوم جهانی نزدیک به یازده میلیون نسخه انتشار یافت.
کتاب نبرد من پس از جنگ جهانی هرگز در آلمان تجدید چاپ نشده است. البته دلیل اصلی آن مخالفت وزارت دارایی ایالت بایرن بوده که امتیاز نشر آن را در اختیار دارد و ممنوعیتی در این زمینه وجود ندارد. این کتاب به بسیاری از زبان‌های جهان ترجمه شده است. از جمله توسط عنایت‌الله شکیباپور به فارسی ترجمه شده و در ایران به چاپ هجدهم رسیده است.
در روزهای پایانی جنگ جهانی دوم و خودکشی هیتلر، تمام دارایی‌های وی از جمله حقوق معنوی آثارش به ایالت بایرن تعلق گرفت. طبق قوانین ایالتی و با تأیید دولت فدرال آلمان، باز نشر این کتاب به مدت ۷۰ سال ممنوع اعلام شد. این مهلت در سال ۲۰۱۵ به پایان رسید. رسانه‌های جمعی در ماه ژانویه سال ۲۰۱۴ گزارش دادند که متن کتاب هیتلر در میان کتاب‌های الکتریکی «آمازون» در مقوله «کتاب‌ها و متون سیاسی» بالاترین مقام فروش را داشته است. این کتاب پس از مرگ آدولف هیتلر برای نخستین بار از روز ۱ ژانویهٔ ۲۰۱۶، در کتابفروشی‌های آلمان در دسترس عموم قرار گرفت.

## نگارش نبرد من
در سال ۱۹۲۴ که هیتلر به اتهام خیانت به کشور در زندان لندزبرگ (به آلمانی Justizvollzugsanstalt Landsberg) زندانی بود متن کتاب را به منشی خود رودلف هس که با او هم‌زندان بود دیکته کرد. جلد نخست آن، با عنوان تسویه حساب در ۱۸ ژوئیه ۱۹۲۵ به چاپ رسید؛ جلد دوم آن جنبش ناسیونال سوسیالیسم در بهار ۱۹۲۶ به چاپ رسید. عنوان اصلی انتخابی هیتلر چهار سال و نیم نبرد در برابر دروغ، حماقت و بزدلی بود. ناشر نازی آن مکس آمان، این عنوان را بسیار پیچیده می‌دانست و تصمیم گرفت آن را به نبرد من کوتاه کند. این کتاب در سال‌های نخست انتشار موفقیت چندانی نداشت ولی از سال ۱۹۳۳ و کسب قدرت توسط هیتلر و حزب نازی به شدت معروف شد و درآمد فراوانی داشت.

## اتهامات مطرح‌شده در کتاب
- آدولف هیتلر، در کتاب نبرد من، مردان یهودی را به سوءاستفاده جنسی از دختران آلمانی متهم کرده بود.
- او منشأ فساد اخلاقی را از یهودیان دانسته است.[۴]

## ترجمه فارسی
ترجمه فارسی «نبرد من» بارها تجدید چاپ شده است. این کتاب با برگردان عنایت‌الله شکیباپور از سوی انتشارات «دنیای کتاب» به بازار عرضه شده است. گفته می‌شود که نخستین بار داوود منشی‌زاده (۱۲۹۳ – ۱۳۶۸) آن را به زبان فارسی ترجمه کرد.

## منع حقوقی انتشار کتاب در آلمان
سال ۲۰۱۵ میلادی منع حقوقی انتشار کتاب نبرد من برداشته شد. با وجود این، چاپ و نشر کتاب «نبرد من» در آلمان همچنان ممنوع بود. به نظر مقامات قضائی کشور «بنا به مسئولیت تاریخی آلمان» این کتاب «ضدانسانی» پس از آن هم نباید حتی به صورت ناقص منتشر شود. خرید و فروش نسخه‌های قدیمی این کتاب که به قبل از سال ۱۹۴۵ برمی گردد آزاد است ولی به شرطی که برای اهدافی مثل تحریک و ترویج دشمنی‌های نژادی یا خشونت‌های سیاسی مورد استفاده قرار نگیرد، اما حق انحصاری آن در اختیار وزارت دارایی ایالت بایرن است، که نشر آن را قدغن کرده بود. طبق قانون حق تألیف، با گذشت هفتاد سال از مرگ یک مؤلف یا نویسنده، هر متنی برای انتشار آزاد می‌شود و دیگر کسی نمی‌تواند با این قانون از نشر آن جلوگیری کند. آدولف هیتلر در ۳۰ آوریل ۱۹۴۵ در برلین خودکشی کرد.
«نبرد من» از روز اول ژانویه ۲۰۱۶ در کتابفروشی‌های آلمان در دسترس عموم قرار گرفت.

## سرفصل‌ها
جلد اول:یک تسویه حساب
- فصل اول: دوران کودکی و کانون خانوادگی
- فصل دوم: سال‌های تحصیل و تحمل مشقت در وین
- فصل سوم: ملاحظات سیاسی عمومی بر اساس دوره حضور من در وین
- فصل چهارم: در مونیخ
- فصل پنجم: جنگ جهانی
- فصل ششم: تبلیغات جنگ
- فصل هفتم: انقلاب
- فصل هشتم: آغاز فعالیت‌های سیاسی من
- فصل نهم: برای چه آلمان شکست خورد
- فصل دهم: حزب کارگر آلمان
- فصل یازدهم: ملل و نژاد
- فصل دوازدهم: اولین طلیعه پیشرفت حزب کارگر ناسیونال سوسیالیست

جلد دوم:جنبش سوسیالیست ملی
- فصل اول: عقاید فلسفی حزب
- فصل دوم: دولت
- فصل سوم: موضوع-دولت و ملت
- فصل چهارم: مفهوم دولت از نظر راسیست
- فصل پنجم: مفهوم فلسفی سازمان دولت
- فصل ششم: اولین مبارزه و اهمیت سخنرانی
- فصل هفتم: مبارزه جدید با جبهه سرخ
- فصل هشتم: نیرومند تا وقتی تنهاست نیرومند می‌ماند
- فصل نهم: حمله‌ها چگونه آغاز می‌شدند
- فصل دهم: فدرالیسم غیر از ظاهرسازی چیزی نیست
- فصل یازدهم: پروپاگاندا مسئله سازمان
- فصل دوازدهم: مسئله سندیکاها
- فصل سیزدهم: سیاست آلمان و مسئله اتحادهای بعد از جنگ
- فصل چهاردهم: سیاست یا جهت‌گیری شرقی
- فصل پانزدهم حق دفاع اضطراری

## بررسی محتوا

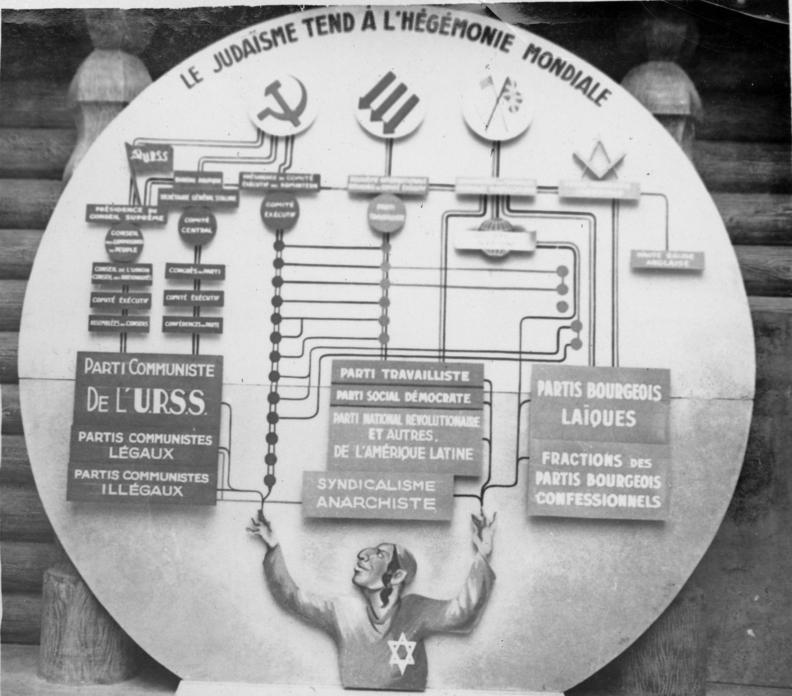
نمایشگاه یهودستیزی در دوران اشغال فرانسه توسط نازی‌ها (۱۹۴۲).

### فضای حیاتی و روی‌آوری به شرق
هیتلر در پاره‌ای از فصل چهاردهم از جلد دوم این کتاب به عقاید خود در ارتباط با سیاست خارجی و لزوم روی آوری به شرق می‌پردازد. او در این بخش مهم‌ترین وظیفه سیاست خارجی «حکومت مردم» را امنیت بخشی به بقای نژاد آن می‌داند و این امر را از طریق برقراری «نسبتی سالم و طبیعی» بر اساس ضروریات حیاتی مردم، بین مقدار جمعیت و رشد آن با گستردگی جغرافیایی و منابعِ سرزمینی که در آن ساکن هستند، میسر می‌شمارد. او می‌افزاید عاملان این سیاست نباید نقش مدافع سایر ملل را بازی کنند و نبایست مسیر «میهن‌پرستی جهان‌وطنانه» را دنبال نمایند. به عقیده او ابعاد این سرزمین نه تنها از منظر تأمین مواد غذایی و مواد خام اهمیت دارد بلکه از نظر سیاسی و نظامی نیز مهم است. طبق نظر هیتلر امنیت ملی یک حکومت به «قدرت سیاسی» آن و قدرت سیاسی نیز به نوبه خود به شرایط نظامی که ریشه در موقعیت جغرافیایی دارد، وابسته است. هیلتر معتقد است آلمان یا باید «قدرت جهانی» بشود یا اصلاً وجود نداشته باشد. او علاوه بر این که آلمانِ دوره جمهوری وایمار را قدرت جهانی نمی‌داند، حتی فرض قدرت جهانی بودن امپراتوری آلمان را نیز مردود تلقی می‌کند. او نسبت جمعیت آلمان به مساحت قریب به پانصد هزار کیلومتر مربعی آن زمان آن را «حزن‌انگیز» می‌خواند که باعث شده این کشور از اهمیتی برخوردار نباشد. هیتلر با اشتباه دانستن اقدامات قبلی، جنبش ناسیونال سوسیالیست را با به دست آوردن اراضی جدید، ناجی مردم آلمان از نابودی یا به بردگی درآمدن، معرفی می‌نماید، ریخته شدن مجدد خون مردمش در راه این هدف را نزد خدا و اعقاب مردم آلمان، مشروع می‌داند و به دست آوردن اراضی بیشتر را وعده‌ای از جانب «قدرتی مافوق» تصور می‌نماید. هیتلر در این راه بازیابی اراضی سال ۱۹۱۴ آلمان و حتی هر دوره دیگری در تاریخ این کشور را کافی نمی‌بیند. چرا که در پنداشت او مرزهای سال ۱۹۱۴ نتوانسته بود از آلمانی‌ها دفاع کند و در آینده نیز نمی‌توانست این کار را بکند. به عقیده او رسیدن به آن مرزها نیاز مردم آلمان را برطرف نمی‌ساخت و جایگاه این ملت را در برابر سایر قدرت‌ها ارتقا نمی‌داد و از طرفی دستیابی به آن نیازمند اندازه‌ای از خونریزی بین مردم آلمان بود که امکان توسعه بیشتر در آینده را که لازمه بقای این ملت بود، از آن‌ها می‌گرفت. هیتلر در ادامه می‌نویسد اگر مردم آلمان در چنین اراضی محدودی «زندانی» شوند در آینده با «بدبختی» روبه‌رو خواهند شد. هیتلر توسعه استعماری در سایر قاره‌ها را مشکل‌گشا نمی‌بیند و بر لزوم سلطه بر اراضی بیشتر در خاک قاره اروپا تأکید می‌کند. او این عمل را گسترش سرزمین مادری توصیف می‌نماید که علاوه بر در مجاورت یکدیگر نگاه داشتن ساکنان سرزمین‌های جدید و ساکنان سرزمین مادری، مزیت اتحاد این مردمان در قالب یک واحد سیاسی را نیز تضمین می‌کند. هیتلر غلبه بر فرانسه را بی‌تاثیر در نتایج کلی اهداف سیاست خارجی آلمان می‌شمارد و اهمیت آن را صرفاً در پوشش دادن جناح این کشور خلاصه می‌کند. او در نهایت اذعان می‌دارد آلمانی‌ها باید به حرکت دائمی به سمت جنوب و غرب پایان دهند و نظر به شرق و مشخصا روسیه و کشورهای وابسته هم‌مرز آن «که ششصد سال پیش آن‌جا را ترک کرده‌اند»، بیفکنند.

## حقوق معنوی
از آن‌جایی که محل سکونت رسمی آدولف هیتلر شهر مونیخ بود، پس از خودکشی تمام درآمدها و اموال او از جمله حقوق معنوی کتاب نبرد من در آلمان، نقاشی‌های دوران نوجوانی و جوانی به دولت ایالتی بایرن تعلق گرفت.